# Одеські оповідання
«Одеські оповідання» — збірка оповідань Ісаака Бабеля, місцем дії яких є дореволюційна Одеса. Оповідання були окремо опубліковані в журналах в 1923 — 1924 роках, а пізніше вийшли єдиною книгою в 1931. У центрі оповідань знаходиться банда нальотчиків, що жили в єврейському районі Молдаванка. Їх очолює Беня Крик, відомий також на прізвисько Король. Його прототипом, за поширеною думкою, став Мішка Япончик.

## Зміст
- «Король» — історія про те, як Беня Крик віддавав свою сорокалітню сестру Двойру заміж, а новий пристав вирішив в цей день провести облаву.
- «Як це робилося в Одесі» — про те, як Беня Крик пішов на свою першу справу і пограбував Тартаковського, якого до нього дев'ять раз грабували, але невдало, і за що він отримав своє прізвисько Король.
- «Батько» — про те, як до старого биндюжника та нальотчика Фроїма Грача повернулась його донька, якій підійшов час йти заміж, і як Беня Крик облаштував цю справу зі старим Фроїмом та ще й обдер місцевого залицяльника.
- «Любка Козак» — про те, як старий єврей Цудечкіс відлучив дитину Любки Козак від материнського молока та отримав місце управляючого Любкиного постоялого двору.
- «Справедливість в дужках» — про те, як Цудечкіс не зрозумів Беню Крика і отримав з того наругу над своїм носом.
- «Ти прогавив, капітан!»
- «Історія моєї голуб'ятні» — про те, як в один день розбивається мрія всього життя.
- «Перше кохання»
- «Карл-Янкель»
- «У підвалі»
- «Пробудження»
- «Кінець богадільні»
- «Ді Грассо»
- «Фроїм Грач» — про те, як старий Фроїм Грач пішов до ЧК з проханням відпустити свої хлопців і ніколи звідти не вийшов.
- «Захід»